# Barcan-Formel
Die Barcan-Formeln sind Schemata der quantifizierten Modallogik.
Sie drücken syntaktisch Prinzipien der Interaktion von Quantoren und Modaloperatoren aus; deren semantische Entsprechung ist eine Beziehung zwischen Gegenstandsbereichen möglicher Welten. Benannt sind sie nach der amerikanischen Philosophin Ruth Barcan Marcus, die sie als Axiome ihrer Erweiterung propositionaler Modallogik durch Quantifikation einführte.

## Barcan-Formel

### Formulierung
Die Barcan-Formel lautet:
{\displaystyle \forall x\Box Fx\rightarrow \Box \forall xFx}
In natürlicher Sprache formuliert: Wenn alle Gegenstände notwendigerweise F sind, dann ist es notwendig, dass jeder Gegenstand F ist. Sie ist äquivalent zu:
{\displaystyle \Diamond \exists xFx\rightarrow \exists x\Diamond Fx}
In natürlicher Sprache formuliert: Wenn es möglich ist, dass ein Gegenstand F ist, dann gibt es einen Gegenstand, der möglicherweise F ist.

### Konsequenzen

#### Semantik
Die Geltung der Barcan-Formeln hat semantische Konsequenzen betreffend die Gegenstandsbereiche möglicher Welten. Sie impliziert, dass die Gegenstandsbereiche möglicher Welten, die von der wirklichen Welt aus zugänglich sind, keine Elemente enthalten können, die nicht auch in der wirklichen Welt existieren. Mit anderen Worten, die Gegenstandsbereiche von relativ zur wirklichen Welt möglichen Welt können nicht 'wachsen'.
Intuitiv lässt sich diese Konsequenz wie folgt einsehen. Das Antezedens der Barcan-Formel besagt, dass alle Gegenstände der wirklichen Welt notwendigerweise die Eigenschaft F haben. So könnte jemand etwa behaupten, dass alle Gegenstände der wirklichen Welt notwendigerweise materiell sind. Der Barcan-Formel zufolge impliziert die Wahrheit dieser Aussage nun, dass alle Gegenstände in allen möglichen Welten die Eigenschaft F haben. In unserem Beispiel gesprochen: alle Gegenstände in allen möglichen Welten sind materiell, oder: es ist nicht möglich, dass es nicht-materielle Gegenstände gibt.
Damit die Barcan-Formel allgemein gilt, muss ausgeschlossen sein, dass es in anderen möglichen Welten Gegenstände gibt, die nicht die Eigenschaft F aufweisen. Diese Bedingung ist dann erfüllt, wenn es in keiner möglichen Welt Gegenstände gibt, die nicht auch in der wirklichen Welt existieren. Denn: die Wahrheit des Antezedens sichert, dass alle wirklichen Dinge notwendigerweise – oder: in allen möglichen Welten – F sind. Gibt es nun in keiner möglichen Welt einen Gegenstand, den es nicht auch in der wirklichen Welt gibt, so gibt es keine faktische oder kontrafaktische Situation, in der es einen Gegenstand gibt, der die Eigenschaft F nicht aufweist – was die Aussage des Konsequens der Barcan-Formel darstellt.

#### Metaphysik
Der Geltung der Barcan-Formel entspricht in der Metaphysik der Modalität die Position des Aktualismus: die Ansicht, dass es keine bloß möglichen Individuen gibt. Vertreter dieser Position müssen, z. B., die Wahrheit der Aussage „Hannah Arendt hätte Nachkommen haben können“ erklären, ohne die Existenz bloß möglicher Individuen anzunehmen. Die Plausibilität des Aktualismus ist in der Fachdiskussion umstritten.

## Konverse Barcan-Formel
Die konverse Barcan-Formel lautet:
{\displaystyle \Box \forall xFx\rightarrow \forall x\Box Fx}
In natürlicher Sprache: Wenn es notwendig ist, dass alle Gegenstände F sind, dann sind alle Gegenstände notwendigerweise F. Die konverse Barcan-Formel ist äquivalent mit:
{\displaystyle \exists x\Diamond Fx\to \Diamond \exists xFx}
In natürlicher Sprache: Wenn es einen Gegenstand gibt, der möglicherweise F ist, dann ist es möglich, dass ein Gegenstand F ist.

### Konsequenzen

#### Semantik
Die konverse Barcan-Formel hat Konsequenzen betreffend die Gegenstandsbereiche möglicher Welten. Sie impliziert, dass die Gegenstandsbereiche möglicher Welten, die von der wirklichen Welt aus zugänglich sind, alle Gegenstände der wirklichen Welt auch enthalten müssen. Mit anderen Worten, die Gegenstandsbereiche zugänglicher möglicher Welten können nicht 'schrumpfen'.
Intuitiv lässt sich diese semantische Konsequenz wie folgt einsehen. Das Antezedens der konversen Barcan-Formel lautet: es ist notwendig, dass alle Gegenstände F sind. Jemand könnte etwa behaupten, dass alle Gegenstände in allen möglichen Welten materiell sind – oder, äquivalent: dass es nicht möglich ist, dass es einen Gegenstand gibt, der nicht materiell ist. Nach der konversen Barcan-Formel folgt daraus, dass alle (wirklichen) Gegenstände notwendigerweise F sind. Im Beispiel: jeder wirkliche Gegenstand hat in allen möglichen Welt die Eigenschaft, materiell zu sein.
Damit die konverse Barcan-Formel allgemein gilt, dürfen die Gegenstandsbereiche möglicher Welten keine Gegenstände vermissen lassen, die in der wirklichen Welt existieren. Das lässt sich wie folgt einsehen: die Wahrheit des Antezedens 'notwendigerweise, alle Gegenstände sind F' sagt aus, dass es in keiner möglichen Welt einen Gegenstand gibt, der nicht F ist. Nun kann diese Aussage auch wahr sein, ohne dass es alle wirklichen Gegenstände auch in allen möglichen Welten gibt. Beispielsweise könnte es in einer nicht-wirklichen Welt einen Gegenstand geben, der zwar materiell ist, aber in der wirklichen Welt nicht existiert. Unter diesen Voraussetzungen wäre zwar das Antezendens der konversen Barcan-Formel wahr, nicht aber das Konsequens; dieses besagt nämlich, dass alle wirklichen Gegenstände in jeder möglichen Welt F sind. Damit ein wirkliches Ding aber in allen möglichen Welten F ist, muss es auch in allen möglichen Welten existieren. Damit das Konsequens der konversen Barcan-Formel vom Antezedens impliziert wird, müssen daher alle wirklichen Gegenstände auch in allen zugänglichen möglichen Welten existieren. Diese Bedingung ist erfüllt, wenn die Gegenstandsbereiche zugänglicher möglicher Welten alle Gegenstände der wirklichen Welt umfassen – oder: von Welt zu Welt nicht schrumpfen können.

#### Metaphysik
Die konverse Barcan-Formel impliziert, dass alle wirklichen Gegenstände in allen (zugänglichen) möglichen Welten existieren – also notwendige Existierende sind. Diese Annahme ist in der Fachdiskussion umstritten. Beispielsweise scheint es intuitiv einsichtig, dass es wirkliche Gegenstände gibt, die möglicherweise nicht existieren könnten: Menschen, die faktisch Nachkommen gezeugt haben, hätten dies auch nicht tun können. Gesteht man diese Möglichkeit zu, behauptet man allerdings, dass es einen Gegenstand wirklich gibt, der in einer nicht-wirklichen, aber doch möglichen Welt nicht existiert. Ein solches „Schrumpfen“ von Gegenstandsbereichen ist mit der Geltung der konversen Barcan-Formel allerdings nicht vereinbar.

### Relationen zwischen Barcan-Formel und konverser Barcan-Formel
Semantisch gefasst, drücken die Barcan-Formel und deren Konverses Bedingungen für die Gegenstandsbereiche von möglichen Welten aus. Die Barcan-Formel impliziert, dass die Gegenstandsbereiche von zugänglichen möglichen Welten keine Elemente umfassen, die nicht auch in der wirklichen Welt existieren. Die konverse Barcan-Formel impliziert, dass die Gegenstandsbereiche von zugänglichen möglichen Welten alle Gegenstände der wirklichen Welt umfassen müssen.
Nimmt man die Geltung beider Barcan-Formeln an, ergibt sich: die Gegenstandsbereiche zugänglicher möglicher Welten können weder größer noch kleiner als derjenige der wirklichen Welt sein. Diese Bedingung kann einzig dadurch erfüllt werden, dass die Gegenstandsbereiche von möglicher zu möglicher Welt konstant bleiben bzw. mit demjenigen der wirklichen Welt identisch sind. Semantiken für Modallogik, die diese Bedingung erfüllen, sind als constant domain semantics bekannt.
Die Barcan-Formel und ihr Konverses sind im modallogischen System S5 äquivalent.

## Rezeption
Die Barcan-Formel wurde zuerst von Ruth Barcan Marcus als Axiom ihres Systems quantifizierter Modallogik eingeführt. Arthur Norman Prior konnte später zeigen, dass sich die Formel aus den Axiomen des modallogischen Systems S5 beweisen lässt. Saul Kripke hat in seiner bahnbrechenden Semantik für Modallogik den Beweis Priors zurückgewiesen, indem er eine alternative Deutung offener Formeln in Anschlag brachte.
Prominent haben Edward Zalta und Bernard Linsky sowie Timothy Williamson modalmetaphysische Positionen vertreten, die die Geltung beider Barcan-Formeln voraussetzen. Allerdings ist deren Geltung in der Fachdiskussion umstritten.